# 南方紅腹魚
紅腹魚（学名：Chrosomus erythrogaster）为輻鰭魚綱鯉形目雅羅魚科的其中一種，分布於北美洲美國五大湖區、密西西比河、田納西河流域，本魚體延長而側扁，體色為銀色，體側有2條黑色縱帶，一條靠近背部；一條在體中央，雄魚在黑色條紋下方有紅色或黃色條紋，在繁殖季節尤其明顯，所有的鰭都是黃色的，背鰭和尾鰭的近端連接處有一個紅色的基部，體長可達9.1公分，棲息於河源上游與小溪的湖、池塘、沼澤與水池，屬雜食性，以藻類及昆蟲幼蟲等為食，可做為觀賞魚。

## 扩展阅读
維基物種上的相關：紅腹魚